# Asteroide Argo
Asteroide Argo est une bande dessinée italienne (ou Fumetti) de science-fiction en noir et blanc qui fut publiée de manière irrégulière de janvier 2002 à février 2017 en Italie par Sergio Bonelli Editore. Il s'agit d'un spin-off de la série Nathan Never dans lequel une équipe minière, dont April Frayn, la sœur de May Frayn (personnage de Nathan Never et de Legs Weaver), se retrouve abandonnée dans une autre galaxie.

### Pages connexes
- Fumetti
- Nathan Never